# Baslinje (typografi)

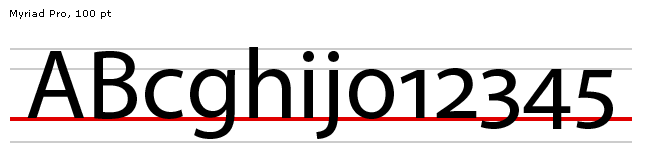
Baslinjen är här markerad i rött.

Inom typografi är baslinjen den tänkta eller synliga linje på vilka de flesta bokstäver står.
I regel beräknas radavståndet hos ett textstycke utifrån avståndet mellan två efterföljande textraders baslinje.